# Francisco José de Hohenlohe-Schillingsfürst
El Príncipe Francisco José de Hohenlohe-Schillingsfürst (26 de noviembre de 1787 - 14 de enero de 1841) fue el 5.º Príncipe de Hohenlohe-Schillingsfürst y el fundador de la rama de Duques de Ratibor y Príncipes de Corvey.

## Biografía
El Príncipe Francisco José era el décimo hijo y el cuarto varón (aunque el segundo en sobrevivir a la infancia) del Príncipe Carlos Alberto II de Hohenlohe-Waldenburg-Schillingsfürst (1742-1796) con su segunda esposa, la baronesa húngara Judith Reviczky de Revisnye (1751-1836). Cuando su cuñado el Landrave Víctor Amadeo de Hesse-Rotenburg murió sin descendencia, legó sus posesiones de Ratibor y Corvey a su hijo, el Príncipe Víctor de Hohenlohe-Schillingsfürst así como sus títulos de Duque de Ratibor y Príncipe de Corvey. La propiedad pertenecía al desaparecido monasterio de Corvey en Wesfalia, y el gobierno de Ratibor radicaba en Alta Silesia.
El 29 de marzo de 1815 en Schillingsfürst, contrajo matrimonio con la Princesa Carolina Federica Constanza de Hohenlohe-Langenburg, hija del Príncipe Carlos Luis de Hohenlohe-Langenburg y la Condesa Amalia Enriqueta de Solms-Baruth. Tuvieron los siguientes hijos:
- Princesa Teresa Amalia Judith de Hohenlohe-Schillingsfürst (1816-1891); desposó a su primo, el Príncipe Federico Carlos de Hohenlohe-Waldenburg-Schillingsfürst (1814-1884) y tuvieron descendencia.
- Príncipe Víctor Mauricio Carlos de Hohenlohe-Schillingsfürst, Duque de Ratibor, Príncipe de Corvey (1818-1893); desposó a la Princesa Amalia de Fürstenberg (1821-1899), hija de Karl Egon II zu Fürstenberg y tuvieron descendencia.
- Clodoveo Carlos Víctor, 7.º Príncipe de Hohenlohe-Schillingsfürst (1819-1901), estadista alemán, quien fue Canciller de Alemania y Ministro-Presidente de Prusia, desde 1894 hasta 1900; desposó a la Princesa María de Sayn-Wittgenstein-Berleburg y tuvieron descendencia.
- Príncipe Felipe Ernesto, 6.ª Príncipe de Hohenlohe-Schillingsfürst (1820-1845); murió soltero y sin descendencia.
- Princesa Amalia Adelaida de Hohenlohe-Schillingsfürst (1821-1902); desposó contra el deseo de su familia el pintor retratista alemán Richard Lauchert.
- Príncipe Gustavo Adolfo de Hohenlohe-Schillingsfürst, Cardenal y Arzobispo de Edessa (1823-1896).
- Príncipe José de Hohenlohe-Schillingsfürst (1824-1827), murió en la infancia.
- Príncipe Constantino Víctor Ernesto Emilio Carlos Alejandro Federico de Hohenlohe-Schillingfürst (1828-1896), Obersthofmeister y General de Caballería en Austria-Hungría; desposó a la Princesa María de Sayn-Wittgenstein (1837-1920) y tuvieron descendencia, incluyendo al Príncipe Godofredo de Hohenlohe-Schillingsfürst quien desposó a la Archiduquesa María Enriqueta de Austria y el Príncipe Conrado de Hohenlohe-Schillingsfürst cuya hija, la Princesa Francisca se convirtió en cuñada del último Emperador de Austria.
- Princesa Elisa Adelaida Carolina Clotilde Fernanda de Hohenlohe-Schillingsfürst (1831-1920); desposó al Príncipe Carlos de Salm-Horstmar, sin descendencia.